# Mudan
Mudan (čínsky pchin-jinem 'Mǔdānjiāng', znaky 牡丹江, mandžusky Mudan bira) je řeka v provinciích Chej-lung-ťiang a Ťi-lin na severovýchodě ČLR. Je 700 km dlouhá (podle jiných zdrojů 550 km). Povodí má rozlohu 40 000 km².

## Průběh toku
Pramení v pohoří Mudanlin a převážnou část toku protéká Mandžusko-korejskými horami. Na horním toku protéká jezerem Ťing-pcho. Je to největší pravý přítok Sungari (povodí Amuru).

## Vodní stav
Průměrný roční průtok vody na středním toku u města Mudan je 181 m³/s. Nejvyšší vodnosti dosahuje na jaře, v zimě voda opadá. Zamrzá v listopadu a rozmrzá v dubnu.

## Využití
Je splavná na džunkách. Využívá se ke splavování dřeva. Leží na ní města Tun-chua, Nin-jang, Mudan a I-lang.